# Gerti Ransohoff
Karoline Josephine Gertrud „Gerti“ Ransohoff, geborene Kux (* 24. März 1897 in Köln; † 16. Mai 1932 ebenda), war eine deutsche Büttenrednerin im rheinischen Karneval der späten 1920er und frühen 1930er Jahre. 

## Biographie
Gerti (auch Gertie) Ransohoff stammte aus der katholischen Bonner Familie des Arztes Ludwig Kux und seiner Ehefrau Josephine, geborene Berens. Sie war mit dem jüdischen Textilkaufmann Paul Ransohoff (geboren 1880 in Hannover) verheiratet; seine Eltern waren Thekla, geborene Frank, sowie der Kaufmann Abraham Albert Ransohoff. Anfang der 1930er Jahre lebte das Ehepaar im Norden der Kölner Innenstadt.
Ab Mitte der 1920er Jahre trat Gerti Ransohoff als Büttenrednerin und Rezitatorin auf. Dabei arbeitete sie eng mit dem Autor Hans Tobar zusammen; ein Bild, das sie mit Funkenmütze zeigte, hing in der Wohnung Tobars und trug ihre Widmung. Sie trug vor allem von Tobar verfasste Büttenreden vor, wie beispielsweise „Mittagessen bei der Familie Körnchen“ im Januar 1928, oder Gedichte auf dem Damenkränzchen der Großen Karnevalsgesellschaft von 1823 im Gürzenich am 12. Januar 1929. Die Rheinische Zeitung sprach in diesem Zusammenhang von „Sensation“ und einem „Beifallsorkan“. Als „kleines, natürlich-heiteres und burschikoses kölsches Mädchen“ kam Gerti Ransohoff mit einem „spitzbübischen“ Augenzwinkern beim Publikum sehr gut an. Im Oktober 1929 trat sie beim 57. Hausfrauentag in Köln sowie beim 10. Hausfrauentag in Bonn auf. Der Kölner Lokal-Anzeiger schrieb über ihren Auftritt in Köln: „Dann steigt gleich einer Rakete von Witz und Laune die heitere Rezitation von Gertie Ransohoff, die ein so gemütvolles, echtes ‚Kölsch‘ verzapft, daß allen warm ums Herz wird.“ 
Im Februar 1931 trat Gerti Ransohoff beim 31. Düsseldorfer Hausfrauentag auf. In Bonn stand sie bei dem „Bonner Stadtsoldaten-Corps“ auf der Bühne, wo sie in „sehr ungerechter und feindseliger“ Art über die „braven und treuen Männer“ herzog. Das „fesche schicke Mädelchen“ trat nach dem Büttenredner Gerhard Ebeler auf und habe die Herzen der Anwesenden „mit seltener kindlicher Anmut“ und „ausgelassener Fröhlichkeit“ im Fluge erobert. Auf dem „Bunten Abend“ der Vereinigten katholischen Beamtenvereine in der Flora Köln musste sie zahlreiche Zugaben geben.

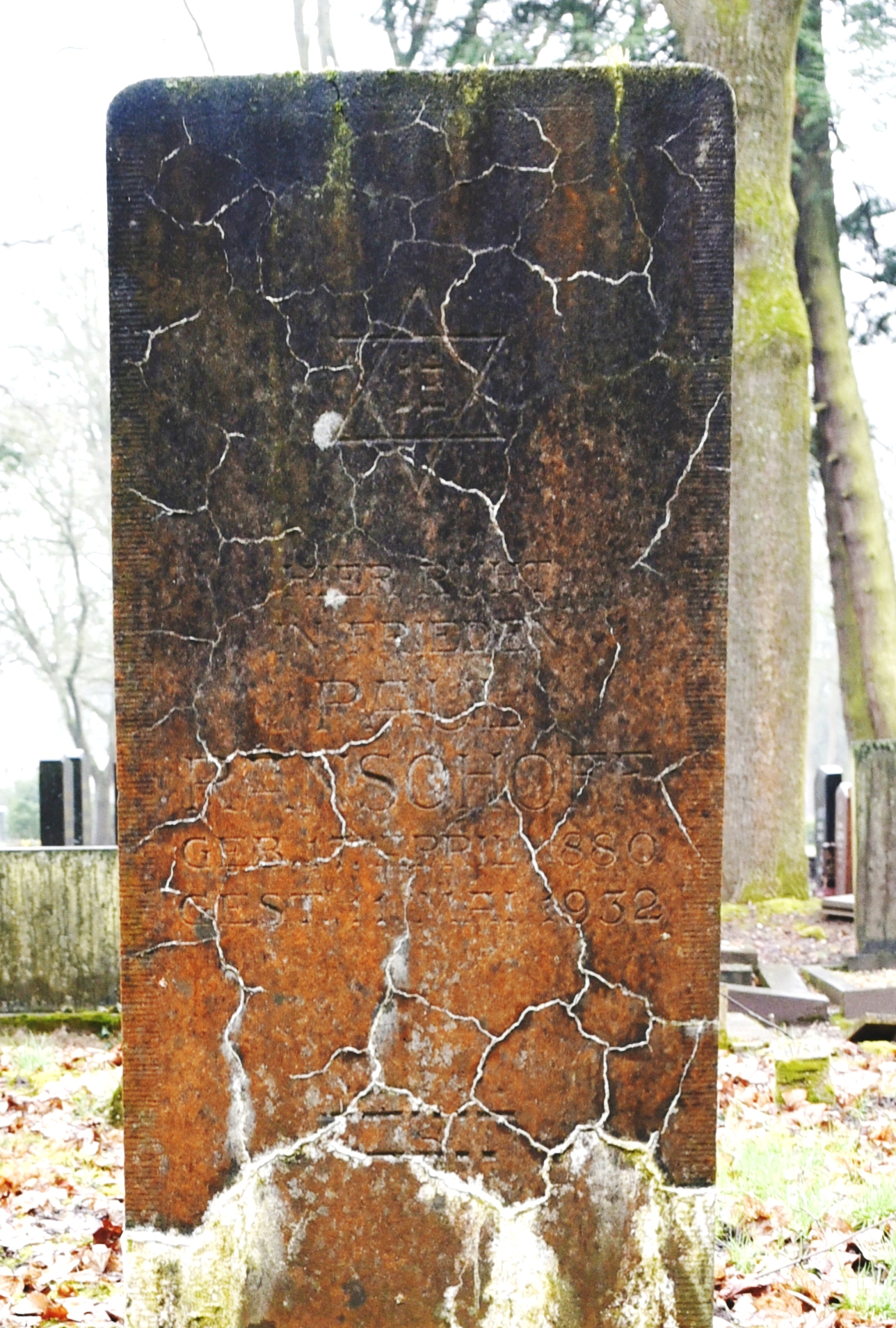
Grabstein für Paul Ransohoff

Um 1930 hatte Gerti Ransohoff wohl ihren Höhepunkt als Karnevalistin erreicht. Sie trat in diesem Jahr allein fünfmal im Gürzenich auf und war auch bei Übertragungen im Radio zu hören. In der Session 1930/31 hatte sie ihre letzten Auftritte, am 28. Januar 1931 beim 25-jährigen Jubiläum der Prinzen-Garde im Gürzenich, dann am 4. Februar beim Damenkomitee der Altstädter, wieder im Gürzenich. Mehrfach trat sie in der Kölner Wolkenburg beim jüdischen Karnevalsverein Kleiner Kölner Kegelklub auf sowie im Volkshaus der Kölner SPD, der die Ransohoffs nahestanden.
Paul Ransohoff erlitt im Alter von 52 Jahren angesichts finanzieller Probleme seines Unternehmens und der politischen Entwicklung in Deutschland einen Nervenzusammenbruch und nahm sich am 11. Mai 1932 in der Kölner Wohnung das Leben. Fünf Tage später beging Gerti Ransohoff ebenfalls Suizid; sie starb im Krankenhaus der Augustinerinnen („Severinsklösterchen“).
Paul Ransohoff wurde auf dem Jüdischen Friedhof Bocklemünd bestattet (22H 69), Gerti Ransohoff, da sie nicht jüdisch war, auf dem Melaten-Friedhof; ihr Grab ist nicht mehr vorhanden.

### Nachrufe
Am 19. Mai 1932 schrieb Elli Beyer in der Rheinischen Zeitung: „Gertie Ransohoff ist ihrem Mann in den Tod gefolgt. […] Nun werde ich Gertie Ransohoff nie wieder treffen, niemehr. Der Kamerad der kleinen Frau, der sie zu all ihren Vorträgen begleitete, der mit bewundernden Augen mitten im Publikum saß, zuverlässigster Gefährte all ihrer Fastelovends-Exkursionen […] suchte ein gewaltsames Ende von den Widerwärtigkeiten des politischen Tageskampfs.“ In einem weiteren Nachruf hieß es: „Mit Gertie Ransohoff verschwindet ein unverfälschtes Kölner Kind aus den Reihen der großen Karnevalisten, das durch seinen sprühenden Humor aus seinen plattkölnischen Vorträgen so viel Frohsinn und Heiterkeit verbreitete.“ Noch im Januar 1933 wurde ihrer als „der leider so früh dahingegangene[n] Frau Ransohoff, die der Fasteleer noch schwer vermissen wird“, gedacht.
Der Kölner Historiker Marcus Leifeld bezeichnete Gerti Ransohoff als eines der ersten Opfer von Antisemitismus im Umfeld des Kölner Karnevals.